# فرودگاه بانگاسوو
فرودگاه بانگاسوو (به انگلیسی: Bangassou Airport) یک فرودگاه همگانی با کد یاتا BGU است که یک باند فرود خاک رس دارد و طول باند آن ۱۸۰۰ متر است. این فرودگاه در کشور جمهوری آفریقای مرکزی قرار دارد و در ارتفاع ۵۲۰ متری از سطح دریا واقع شده‌است.